# Seven Femenino de Estados Unidos 2017
El Seven Femenino de Estados Unidos de 2017 fue la quinta edición del torneo de rugby 7, fue el tercer torneo de la Serie Mundial Femenina de Rugby 7 2016-17.
Se disputó en la instalaciones del Sam Boyd Stadium de Las Vegas, Nevada.

## Fase de grupos

### Grupo A
| Equipo    | Encuentros | Encuentros | Encuentros | Encuentros | Tantos  | Tantos    | Tantos     | Puntos |
| Equipo    | jugados    | ganados    | empatados  | perdidos   | a favor | en contra | diferencia | Puntos |
| --------- | ---------- | ---------- | ---------- | ---------- | ------- | --------- | ---------- | ------ |
| Canadá    | 3          | 3          | 0          | 0          | 93      | 21        | +72        | 9      |
| Rusia     | 3          | 2          | 0          | 1          | 65      | 53        | +12        | 7      |
| Francia   | 3          | 1          | 0          | 2          | 71      | 50        | +21        | 5      |
| Argentina | 3          | 0          | 0          | 3          | 14      | 119       | –105       | 3      |

### Grupo B
| Equipo         | Encuentros | Encuentros | Encuentros | Encuentros | Tantos  | Tantos    | Tantos     | Puntos |
| Equipo         | jugados    | ganados    | empatados  | perdidos   | a favor | en contra | diferencia | Puntos |
| -------------- | ---------- | ---------- | ---------- | ---------- | ------- | --------- | ---------- | ------ |
| Estados Unidos | 3          | 2          | 0          | 1          | 57      | 38        | +19        | 7      |
| Fiyi           | 3          | 2          | 0          | 1          | 59      | 38        | +21        | 7      |
| Irlanda        | 3          | 1          | 1          | 1          | 43      | 66        | –23        | 6      |
| España         | 3          | 0          | 1          | 2          | 40      | 57        | –17        | 4      |

### Grupo C
| Equipo        | Encuentros | Encuentros | Encuentros | Encuentros | Tantos  | Tantos    | Tantos     | Puntos |
| Equipo        | jugados    | ganados    | empatados  | perdidos   | a favor | en contra | diferencia | Puntos |
| ------------- | ---------- | ---------- | ---------- | ---------- | ------- | --------- | ---------- | ------ |
| Nueva Zelanda | 3          | 3          | 0          | 0          | 72      | 19        | +53        | 9      |
| Australia     | 3          | 2          | 0          | 1          | 83      | 35        | +48        | 7      |
| Inglaterra    | 3          | 1          | 0          | 2          | 31      | 58        | –27        | 5      |
| Brasil        | 3          | 0          | 0          | 3          | 0       | 74        | –74        | 2      |

## Fase Final

### Copa de oro
|  | Cuartos de final | Cuartos de final | Cuartos de final |               |                | Semifinales    | Semifinales | Semifinales |        |              | Copa           | Copa           | Copa |  |
|  |                  |                  |                  |               |                |                |             |             |        |              |                |                |      |  |
|  |                  |                  |                  |               |                |                |             |             |        |              |                |                |      |  |
|  | Canadá           | Canadá           | 33               |               |                |                |             |             |        |              |                |                |      |  |
|  | Canadá           | Canadá           | 33               |               |                |                |             |             |        |              |                |                |      |  |
|  | Francia          | Francia          | 0                |               |                |                |             |             |        |              |                |                |      |  |
|  | Francia          | Francia          | 0                |               | Canadá         | Canadá         | 17          |             |        |              |                |                |      |  |
|  |                  |                  |                  |               | Canadá         | Canadá         | 17          |             |        |              |                |                |      |  |
|  |                  |                  | Australia        | Australia     | 26             |                |             |             |        |              |                |                |      |  |
|  | Australia        | Australia        | Australia        | Australia     | 26             | 22             |             |             |        |              |                |                |      |  |
|  | Australia        | Australia        |                  |               |                |                |             |             |        |              |                |                |      |  |
|  | Fiyi             | Fiyi             | 7                |               |                |                |             |             |        |              |                |                |      |  |
|  | Fiyi             | Fiyi             | 7                |               |                |                |             |             |        | Australia    | Australia      | 5              |      |  |
|  |                  |                  |                  |               |                |                |             |             |        | Australia    | Australia      | 5              |      |  |
|  |                  |                  | Nueva Zelanda    | Nueva Zelanda | 28             |                |             |             |        |              |                |                |      |  |
|  | Estados Unidos   | Estados Unidos   | Nueva Zelanda    | Nueva Zelanda | 28             | 20             |             |             |        |              |                |                |      |  |
|  | Estados Unidos   | Estados Unidos   |                  |               |                |                |             |             |        |              |                |                |      |  |
|  | Irlanda          | Irlanda          | 12               |               |                |                |             |             |        |              |                |                |      |  |
|  | Irlanda          | Irlanda          | 12               |               | Estados Unidos | Estados Unidos | 7           |             |        | Tercer lugar | Tercer lugar   | Tercer lugar   |      |  |
|  |                  |                  |                  |               | Estados Unidos | Estados Unidos | 7           |             |        | Tercer lugar | Tercer lugar   | Tercer lugar   |      |  |
|  |                  |                  | Nueva Zelanda    | Nueva Zelanda | 12             |                |             |             |        |              |                |                |      |  |
|  | Nueva Zelanda    | Nueva Zelanda    | Nueva Zelanda    | Nueva Zelanda | 12             | 26             |             |             | Canadá | Canadá       | 31             |                |      |  |
|  | Nueva Zelanda    | Nueva Zelanda    |                  |               |                |                |             |             | Canadá | Canadá       | 31             |                |      |  |
|  | Rusia            | Rusia            | 5                |               |                |                |             |             |        |              | Estados Unidos | Estados Unidos | 7    |  |
|  | Rusia            | Rusia            | 5                |               |                |                |             |             |        |              | Estados Unidos | Estados Unidos | 7    |  |
|  |                  |                  |                  |               |                |                |             |             |        |              |                |                |      |  |

| Bandera de Nueva Zelanda |
| Campeón Nueva Zelanda    |
| 2º título del circuito   |